# Trentepohlia errans
Trentepohlia errans är en tvåvingeart som beskrevs av Charles Paul Alexander 1944. Trentepohlia errans ingår i släktet Trentepohlia och familjen småharkrankar.
Artens utbredningsområde är Ecuador. Inga underarter finns listade i Catalogue of Life.